# Monopis gozmanyi
Monopis gozmanyi är en fjärilsart som beskrevs av Josif Capuse 1969. Monopis gozmanyi ingår i släktet Monopis och familjen äkta malar.
Artens utbredningsområde är Kongo-Kinshasa. Inga underarter finns listade i Catalogue of Life.